# Danny Latza
Danny Latza (Gelsenkirchen, 7 december 1989) is een Duits voetballer die doorgaans als centrale middenvelder speelt. Hij verruilde FSV Mainz 05 in juli 2021 transfervrij voor FC Schalke 04 uit zijn geboortestad.

## Clubcarrière
Latza werd geboren in Gelsenkirchen en speelde in de jeugd bij DJK Arminia Ückendorf en FC Schalke 04. Bij Schalke brak hij nooit echt door en speelde hij slechts drie competitieduels in de hoofdmacht. In 2011 trok de middenvelder naar SV Darmstadt 98. In twee seizoenen maakte hij tien doelpunten in 73 duels in de 3. Liga, waarna VfL Bochum hem in 2013 aantrok. Ook in de 2. Bundesliga was de voormalig Duits jeugdinternational succesvol met drie treffers in 64 competitiewedstrijden. In 2015 tekende hij een driejarig contract bij FSV Mainz 05. Zijn debuut voor zijn nieuwe werkgever volgde op 9 augustus 2015 in het bekerduel tegen Energie Cottbus.

## Interlandcarrière
Latza kwam uit voor diverse Duitse nationale jeugdelftallen. Hij maakte onder meer drie treffers in acht interlands voor Duitsland –20.